# Ragnarok (personaje)
Ragnarok es un supervillano ficticio que aparece en los cómics estadounidenses publicados por Marvel Comics. Ragnarok, un clon cyborg del héroe Thor, tiene una apariencia y habilidades similares, pero las usa en oposición a los héroes establecidos.

## Historial de publicaciones
Ragnarok apareció por primera vez en Civil War #3 (julio de 2006) y fue creado por Mark Millar y Steve Mcniven.
Ragnarok comenzó a aparecer como un personaje regular en la serie Dark Avengers, comenzando con Dark Avengers #175.

## Biografía ficticia
Cuando el verdadero Thor desapareció en acción y se dio por muerto, Tony Stark tomó uno de sus cabellos, que había conservado del primer encuentro de Los Vengadores. El ayudó a Reed Richards y Hank Pym a clonar el ADN asgardiano mientras fusionaba el ADN clonado con la tecnología de Industrias Stark. Esto resultó en la creación de un nuevo clon cyborg de Thor. El clon fue puesto en acción durante la Guerra Civil de superhéroes, enviado a luchar contra los héroes anti-registro.Los héroes fueron fácilmente derribados por el clon cyborg, pero Hércules ayudó a los héroes a escapar. La batalla se salió de control cuando el clon mató a Goliat disparándole en el pecho y se dispuso a matar al resto de los héroes anti-registro. Reed Richards desactivó al cyborg con un código vocal y luego operó su cerebro para evitar que tal percance volviera a ocurrir.El clon cyborg de Thor regresó durante la batalla final entre los héroes a favor y en contra del registro. El se enfrentó a Hércules y Tormenta, quienes derrotaron al clon cyborg golpeando su propio martillo en su cráneo alegando que era un insulto para Odinson y gritándole al clon cyborg "Tú no eres Thor".
Los restos del clon fueron llevados al Campamento Hammond y almacenados en el laboratorio para experimentación. El Barón Von Blitzschlag le dice a Pym que admira su trabajo y le muestra el clon de Thor para demostrarlo. Durante la historia de "Invasión secreta", se reveló que Hank Pym, que ayudó a crear el clon cyborg, era en realidad el clon de un impostor Skrull llamado Criti Noll que había colocado un programa en los restos del Thor clonado como contingencia en caso de la invasión. falla. A menos que se ingresara un código especial que solo los Skrull conocían cada dieciocho días, el clon cyborg volvería a despertar. Con el clon de la muerte de Criti Noll durante la Invasión, este evento ocurrió durante la historia de "Dark Reign". Al funcionar mal y creer que era el verdadero Thor, el clon cyborg creía que había sido encarcelado en Camp Hammond. El amenazó al Barón Von Blitzschlag para que le devolviera su martillo y se dispuso a destruir la Iniciativa.El clon cyborg derrotó rápidamente a las fuerzas de la Iniciativa y a los Nuevos Guerreros, que habían llegado para ayudar. Durante ese tiempo, adoptó el nombre de Ragnarok (como lo había llamado el Barón, declarando que "traería el fin de todo lo que existe"). Ragnarok sólo fue detenido cuando Von Blitzschlag, cuyos poderes eléctricos lo hicieron inmune a los rayos de Ragnarok, llegó al campo de batalla. El Barón mostró imágenes de Ragnarok de su creación y le mostró que el verdadero Thor había regresado y había formado un nuevo Asgard sobre la ciudad. Disgustado por lo que percibió como la "indignidad" de Asgard, Ragnarok abandonó Camp Hammond para enfrentarse al verdadero Thor.
Durante la historia de "Siege", Volstagg se encuentra con Ragnarok después de ser liberado de la cárcel por el sheriff de Broxton. Volstagg lucha contra él en campo abierto para evitar más muertes, pero Volstagg es derrotado.Thor luego lucha contra Ragnarok y lo destruye fácilmente.
Más tarde, Norman Osborn hace que A.I.M. trabaje en la reconstrucción de Ragnarok para que pueda unirse a su segunda encarnación de los Vengadores Oscuros.Ragnarok es reconstruido bajo el control de Norman Osborn y enviado a enfrentarse a los Nuevos Vengadores.Ragnarok sufre graves daños en la pelea y sufre múltiples lesiones mientras lucha contra Wolverine antes de que Spider-Man le arroje a Iron Fist a él, donde el chi-punch de Iron Fist casi lo destruye.Ragnarok reaparece junto a los antiguos Vengadores Oscuros como uno de los nuevos Thunderbolts.
Ragnarok y el equipo de Vengadores Oscuros son arrojados al mundo alternativo de Tierra-13584 con John Walker, donde son capturados por la versión de Iron Man de ese mundo. Iron Man asume que Mister Fantástico es responsable de Ragnarok y se va volando.Habiendo obtenido el control del Hank Pym de este mundo, June Covington aprende la historia de esta realidad y luego usa alguna tecnología de teletransportación de Stark para eliminar un dispositivo del cerebro de Ragnarok.Cuando Barney Barton se despierta en el laboratorio de Iron Man y ve al U.S. Agent restaurado, también ve que Ragnarok todavía está inconsciente y Ai Apaec está en forma de miniatura.Iron Man regresa a su torre y descubre que Hank Pym está experimentando con Ragnarok quitando su implante de control. Moonstone y Ragnarok llegan al sitio donde murió Thor de esta Tierra y donde se encuentra el martillo de Thor, Mjolnir. Ragnarok reconoce que es sólo una copia del verdadero Thor y que no sabe quién ni qué es. Luego agarra el martillo. Luego cae un rayo y Ragnarok emerge con una nueva apariencia calva y perilla.Ragnarok luego se derrumba y devasta a los monstruos de Thing. A medida que esta realidad comenzaba a llegar el momento en que A.I.M. habiendo afirmado que comienzan a estar distorsionados, los Vengadores Oscuros corren para encontrar la base de A.I.M. Se detecta su llegada y los agentes de A.I.M. intentan cerrar la puerta plateada, pero Ragnarok logra mantenerla abierta para que entre todo el equipo. Ragnarok y el resto de los Vengadores Oscuros pudieron regresar a su mundo.

## Poderes y habilidades
Como clon cyborg de Thor, Ragnarok posee una parte de los poderes y conocimientos del Dios del Trueno antes de la adquisición de Odinforce por parte de Thor. Esto incluye superfuerza, amplio conocimiento de combate, resistencia divina, alta resistencia a las lesiones físicas, inmunidad a todas las enfermedades terrestres y agilidad y reflejos sobrehumanos.
El martillo de Ragnarok, aunque no el Mjolnir encantado, está construido con una aleación de vibranium y adamantium. El martillo es capaz de absorber y descargar rayos, como el verdadero Mjolnir, y tiene un circuito dentro de su cabeza que le permite a Ragnarok dirigirlo mentalmente. Sin embargo, a diferencia de Mjolnir, pueden recogerlo o levantarlo por otros.
Durante una visita a la Tierra-13584, Ragnarok adquiere la versión de Mjolnir de ese universo y es aceptado como digno de manejarlo.

## Recepción
En 2022, Screen Rant incluyó a Ragnarok en su lista de los "10 villanos de Hércules más poderosos de Marvel Comics".

## Otras versiones

### What If?
En un escenario de "¿Qué pasaría si? Civil War" titulado "¿Qué pasaría si Iron Man perdiera la Guerra Civil?", Iron Man enfrentó al Capitán América y admitió que, si bien sentía que estaba haciendo lo correcto, le preocupaba hacerlo el mismo día en el camino equivocado y que necesitaba la ayuda de Cap. Esta admisión convence al Capitán América de no utilizar un dispositivo oculto que habría desactivado la armadura de Iron Man. Desafortunadamente, un agente a bordo del Helicarrier de S.H.I.E.L.D. detectó el dispositivo y liberó a Ragnarok prematuramente. Reed Richards fue rápidamente noqueado por el clon antes de que Richards pudiera emplear el código de apagado. Cuando Ragnarok intentó matar a Bill Foster, Iron Man saltó delante de él para bloquear la explosión. Luego, Ragnarok intentó matar a Iron Man, pero el Capitán América lo detuvo el tiempo suficiente para que la armadura de Iron Man se reparara sola. Luego, los dos héroes unieron fuerzas, lo que inspiró a todos los demás héroes en el conflicto a favor y en contra del registro a unirse para derrotar a Ragnarok.

### Concurso de Campeones
La serie Concurso de Campeones de 2015 presentó una versión de Civil War de una realidad alternativa no identificada que tenía todo a favor de Tony Stark. Usó la Gema de la Realidad Infinita para deshacer la muerte de Goliat a manos de Ragnarok.

## En otros medios

### Videojuegos
- Ragnarok aparece en Marvel: Avengers Alliance. El aparece en Spec-Ops #12, donde es miembro de los Vengadores Oscuros de Dell Rusk.
- Ragnarok es un personaje jugable en  Lego Marvel Vengadores y Lego Marvel Super Heroes 2.
- Ragnarok es un personaje jugable en el juego móvil de combinaciones de tres Marvel Puzzle Quest.

### Juguetes
- Se lanzó una figura de Ragnarok en la línea Marvel Universe Gigantic Battles de 3,75 "de Hasbro, empaquetada con una figura de Goliat de 12".